# Michela Wrong

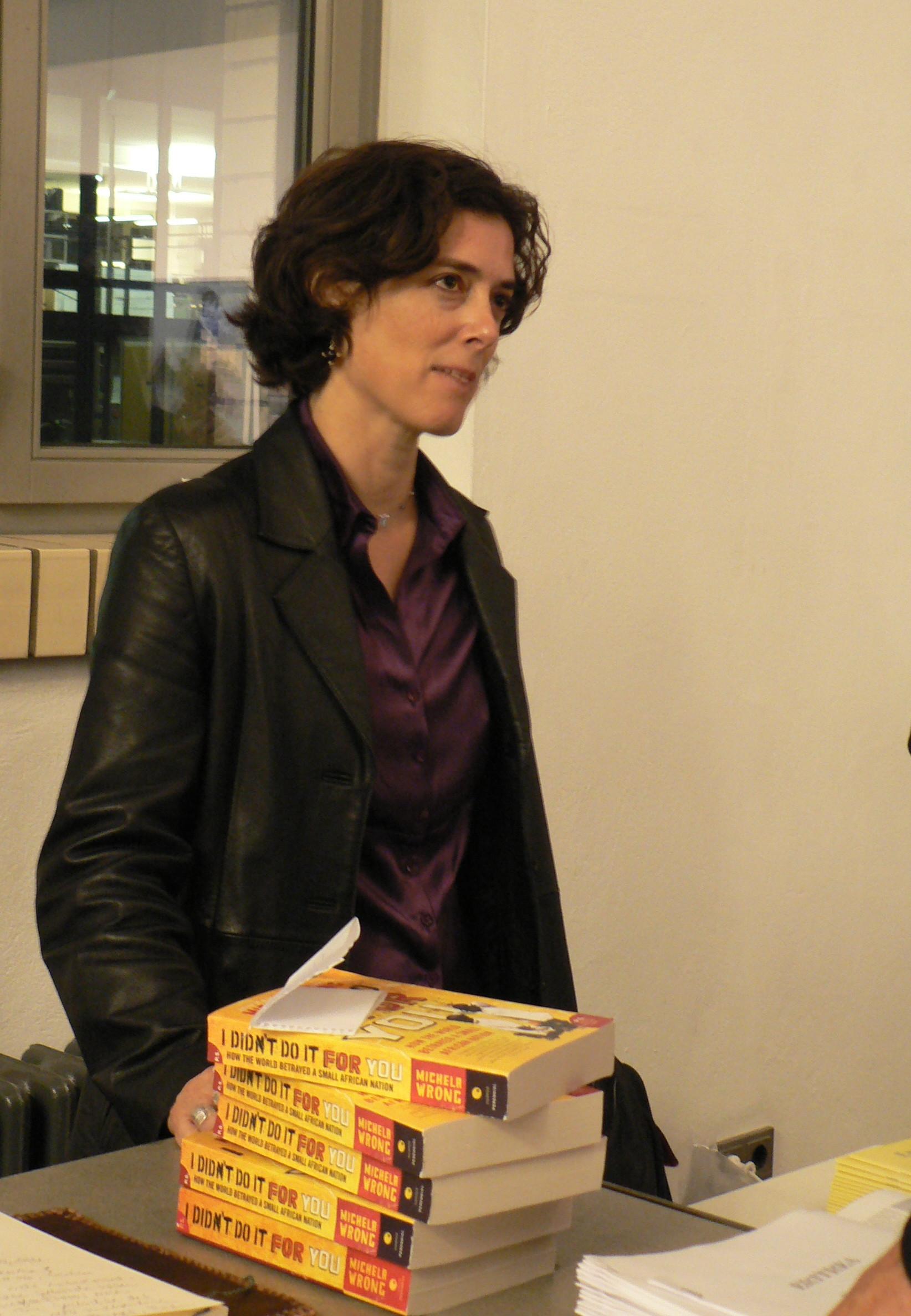
Michela Wrong, Berlin 2006

Michela Wrong (* Februar 1961 in London) ist eine britische Journalistin und Schriftstellerin.

## Leben
Wrongs Vater war der bekannte, auf die Erforschung und Heilung von Nierenerkrankungen spezialisierte Medizinprofessor Oliver Wrong (1925–2012), ihre Mutter stammt aus Norditalien. Sie wuchs in Camden, einem nördlichen Stadtteil Londons, auf und besuchte die Camden School for Girls. Danach studierte sie Philosophie und Soziologie am Jesus College, Cambridge. Im Anschluss erlangte sie ein Diplom in Journalistik in Cardiff. Ihre Karriere als Journalistin begann sie bei der Nachrichtenagentur Reuters als Korrespondentin zuerst für Rom, dann für Paris und ab 1992 für die Elfenbeinküste. Als freie Mitarbeiterin schrieb sie, als eine von damals nur zwei in Kinshasa stationierten Korrespondenten, für Reuters und die BBC zur Zeit der Auflösung der Mobutu-Regierung und des Völkermordes in Ruanda. Für die Financial Times London war sie vier Jahre lang in Nairobi tätig und schrieb von dort über ost- und zentralafrikanische Themen wie zum Beispiel den Machtwechsel und die Rebellenaktivitäten im Kongo. Von 2004 bis 2008 schrieb sie regelmäßig Afrika-Kolumnen für die britische Wochenzeitung New Statesman; sie verfasste auch zahlreiche Buchbesprechungen für den Spectator, die älteste britische Wochenzeitung, umfangreiche Reiseberichte unter anderem für das Lifestyle-Magazin Condé Nast Traveler und politische Analysen für die US-amerikanische Zeitschrift Foreign Policy. Seit 2014 arbeitet sie außerdem als Literary Director in der Miles Morland Foundation, einer Stiftung, die afrikanische Schriftsteller unterstützt.
In ihrem ersten Buch In the Footsteps of Mr Kurtz, das im Jahr 2000 erschien, beschreibt sie den Aufstieg und Untergang des Präsidenten von Zaire Mobutu. Der Name Kurtz im Titel des Buches bezieht sich auf eine Figur aus Joseph Conrads Erzählung Herz der Finsternis. Die Korruption und Bosheit dieses Romanantagonisten soll allegorisch den moralischen Zustand der Politik Mobutus beschreiben. Das Buch gewann einen Preis der Schriftstellervereinigung P.E.N. für Sachbücher.
Mit I Didn’t Do it for You, 2005 erschienen, schrieb sie das erste Sachbuch über die Geschichte Eritreas bis in die Gegenwart unter Berücksichtigung der kolonialen Einflüsse durch Italien, Großbritannien, die Einflussnahme Äthiopiens, der Vereinigten Staaten und der Sowjetunion und der Sichtweise der Bevölkerung. Ihre beiden ersten Bücher wurden kontrovers diskutiert. It’s Our Turn to Eat, 2009 erschienen, ist eine Biografie John Githongos und handelt von Korruption in Kenia unter der Regierung Mwai Kibakis.
Im August 2015 erschien Borderlines, Michela Wrongs erster Roman. Er handelt von einer britischen Rechtsanwältin, die sich in ein fiktives ostafrikanisches Land begibt und sich wegen dortiger Grenzstreitigkeiten in einem Verfahren vor dem Internationalen Strafgerichtshof in Den Haag engagiert. Dabei verstrickt sie sich selbst in moralische Konflikte.

## Auszeichnungen
- 2001: James-Sterne-Preis für Sachbücher des English Chapters der Schriftstellervereinigung P.E.N. für In the Footsteps of Mr Kurtz
- 2009: Nominierung für den Orwell Prize für It’s Our Turn to Eat. The Story of a Kenyan Whistle Blower
- 2010: James Cameron Memorial Lecture[5]
- 2023: Promotionstitel des Jesus College, Cambridge für ihre Veröffentlichungen von Do Not Disturb

## Werke

### Sachbücher
- In the Footsteps of Mr Kurtz. Living on the Brink of Disaster in the Congo. Fourth Estate, London 2000, ISBN 1-84115-421-0 (Deutschsprachige Ausgabe: Auf den Spuren von Mr. Kurtz. Edition Tiamat, Berlin 2002, ISBN 3-89320-058-4).
- I Didn’t Do it for You. How the World Betrayed a Small African Nation. Fourth Estate, London 2005, ISBN 0-00-715096-2.
- It’s Our Turn to Eat. The Story of a Kenyan Whistle Blower. Fourth Estate, London 2009, ISBN 978-0-00-724196-5 (Deutschsprachige Ausgabe: Jetzt sind wir dran: Korruption in Kenia. Die Geschichte des John Githongo. Edition Tiamat, Berlin 2010, ISBN 978-3-89320-140-2)[6].
- Do Not Disturb: The Story of a Political Murder and an African Regime Gone Bad. Fourth Estate, London 2021, ISBN 978-0-00-823887-2.

### Romane
- Borderlines. Fourth Estate, London 2015, ISBN 978-0-00-814740-2.